# Anita Stewart
Anita Stewart Morris (7 august 1886 – 15 septembrie 1977), a fost o bogată persoană mondenă americană care s-a căsătorit cu Miguel Maria Maximiliano de Bragança, nepot al regelui Miguel I al Portugaliei și fiul cel mare al lui Miguel Januário de Bragança. Socrul ei a fost pretendent miguelist la tronul Portugaliei din 1866 până în 1920.

## Biografie
Părinții Anitei Rhinelander Stewart au fost Annie Armstrong și William Rhinelander Stewart. Anita a avut un frate, W. Rhinelander Stewart, Jr.
Stewart s-a căsătorit cu Miguel Maria Maximiliano de Bragança la Castelul Tulloch în Scoția, la 15 septembrie 1909.  La scurt timp după nuntă Stewart a fost numită Prințesă de Braganza de către împăratul austriac Francis Joseph. Din căsătorie s-au născut trei copii: Nadejda de Bragança, Miguel de Bragança și John de Bragança. Toți au folosit titlul de Prinț și Prințesă până în 1920, când mariajul părinților lor n-a fost recunoscut de legea regală portugheză.
Nadejda s-a căsătorit prima dată cu Vadim Dorozinski la Capri, Italia, la 16 august 1930; după mariajul cu René Millet, s-a sinucis în 1936.
Miguel a absolvit prestigioasa școală St. George School din Newport, Rhode Island în 1933.
Miguel de Bragança, a murit în 1923, după care Anita s-a mutat la New York City. Pentru a-și recâștiga cetățenia americană ea a trebuit să renunțe la titlul regal. Totuși, societatea a continuat să se refere la ea cu titlul regal.
Anita Stewart s-a recăsătorit cu Lewis Gouverneur Morris la New York City în 1946. Anita a murit la vârsta de 91 de ani, la 15 septembrie 1977 la casa ei din Newport, Rhode Island.